# Манастир Паромеос
Манастир Паромеос ( коптски : ⲡⲁⲣⲟⲙⲉⲟⲥ ), такође познат као Манастир Барамос ( арапски : البراموس ), је коптски православни манастир који се налази у Вади Ел Натруну , у покрајини Бехеира у Египту. То је најсевернији од четири садашња манастира Скитиса , који се налази око 9 км североисточно од манастира Светог Пајсија. Црквено, манастир је посвећен и назван по Пресветој Богородици .
Манастир Паромеос је вероватно најстарији међу четири постојећа манастира Скета . Основао га је 335. године свети Макарије Велики . Име Па-Ромеос или име Римљана може се односити на свете Максима и Домиција, децу римског цара Валентинијана I, који су имали своју келију на месту савременог манастира. Према коптском предању, два светитеља су отишла у скит за време светог Макарија Великог, који је узалуд покушавао да их одврати од останка. Ипак, остали су и достигли савршенство пре него што су умрли у младости. Годину дана након њиховог одласка, свети Макарије Велики је освештао њихову келију подизањем капеле, а монасима је поручио „Ово место назовите келијом Римљанима“. Друга теорија сматра да се назив односи на римске цареве Аркадија и Хонорија, ученике светог Арсенија . Овај последњи је и сам био римски монах који се настанио у Скетесу, а могуће је да су два цара посетила свог учитеља у његовој повучености, дајући тако име манастиру.
Након што су Бербери и Бедуини уништили манастир 405. године, свети Арсеније се вратио да га обнови. Међутим, након другог напада Бербера 410. године, повукао се у Трое , сада четврт Каира познато као Тура, где је и умро.
Поред светог Макарија Великог и светог Арсенија, у манастиру Паромеу су боравили и други светитељи из 4. и 5. века, као што су свети Исидор и свети Мојсије Мурин који је пострадао у походу 405. године.
Као резултат напада Бербера и Бедуина, папа Шенуда I од Александрије (859-880) подигао је зидове око манастира Нитријске пустиње . Њихова висина варира између десет и једанаест метара, а ширина око два метра. Такође су били прекривени дебелим слојем малтера.
Током прве половине 15. века, историчар Ал-Макризи је посетио манастир и идентификовао га је као манастир Светог Мојсија Мурина. Тада је нашао да има само неколико монаха. 